# Skindred

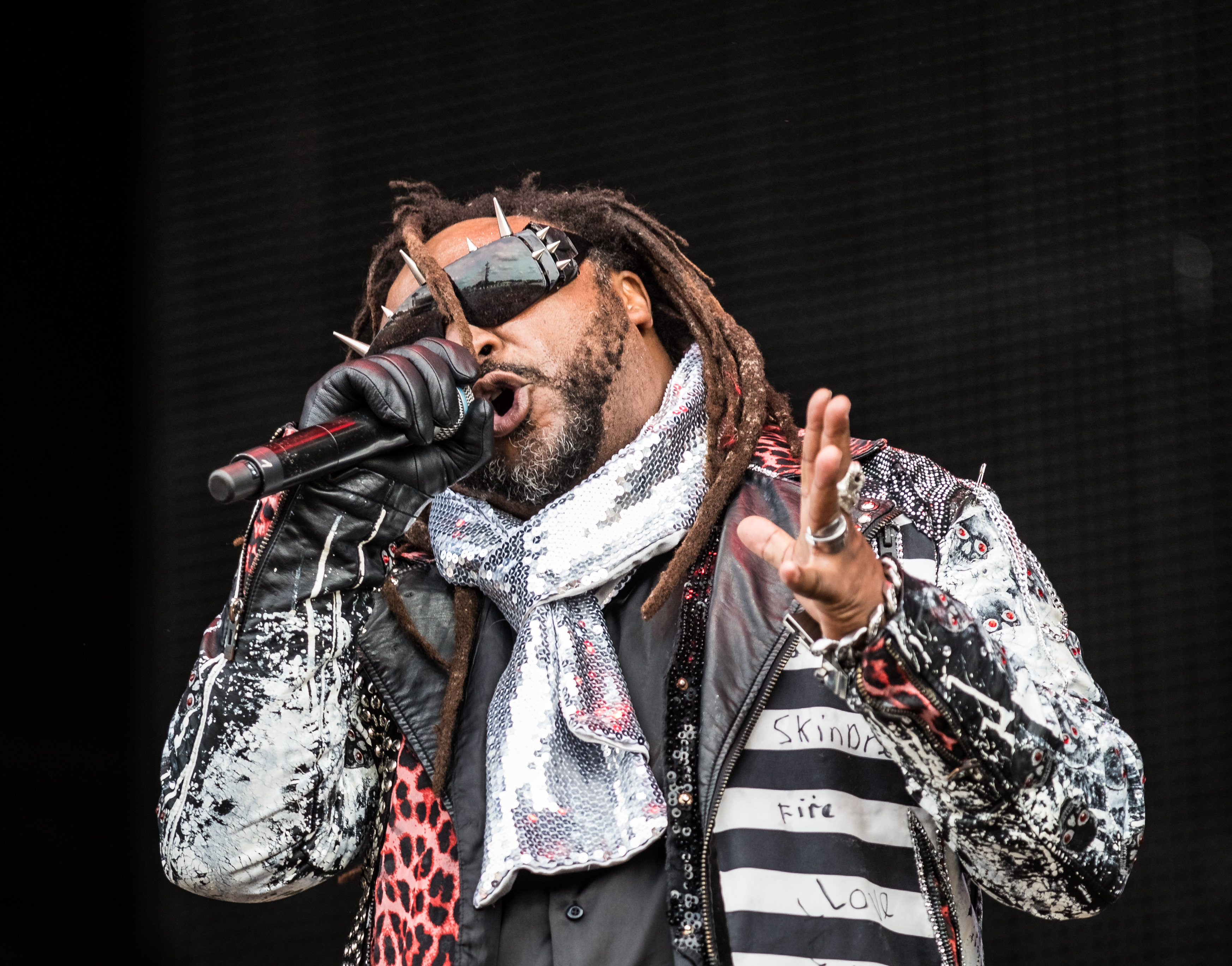
Skindred – Wacken Open Air 2018

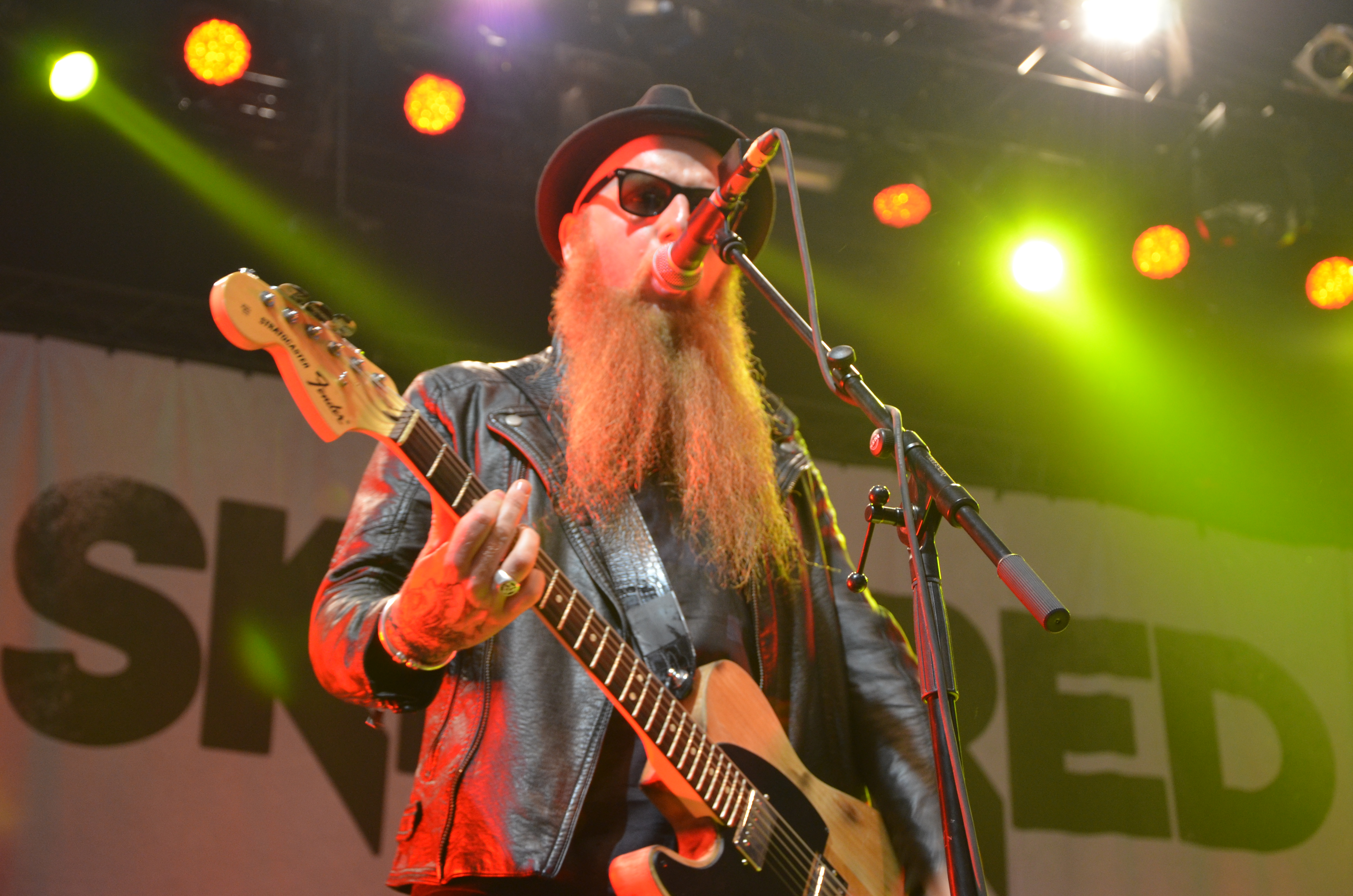
Skindred podczas koncertu na festiwalu Rock am Ring w 2015 roku

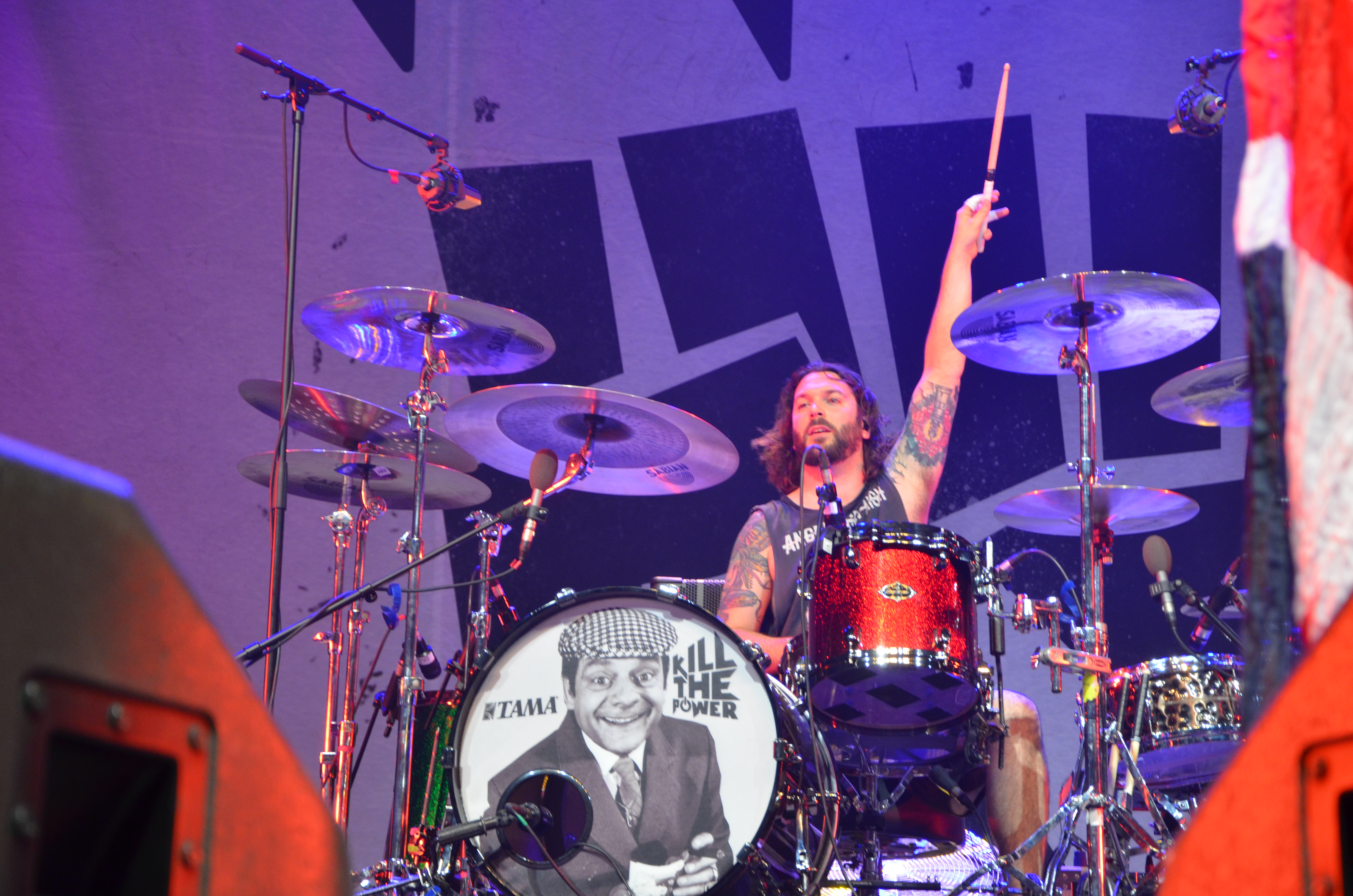
Skindred podczas koncertu na festiwalu Rock am Ring w 2015 roku

Skindred – brytyjska grupa muzyczna z Newport grająca połączenie metalu, punka, reggae, dancehallu i drum’n’bassu. Ich muzyka często bywa zwana ragga metalem.

## Historia
Zespół powstał w 1998 roku po rozpadzie grupy Dub War.
Ich piosenka „Nobody” znalazła się w soundtracku do gry „Need for Speed: Underground 2” i „MX vs ATV Unleashed”.
Jak do tej pory Skindred wydał siedem albumów: Babylon, Roots Rock Riot, Shark Bites and Dog Fights, Union Black, Kill the Power, Volume oraz Big Tings.
W 2011 i 2014 roku Skindred wystąpił na Przystanku Woodstock. W 2022 roku wystąpił na Festiwalu Pol’and’Rock, zastępując w roli gwiazdy ostatniego wieczoru nieobecny zespół Limp Bizkit.

## Muzycy
Obecny skład
- Benji Webbe – śpiew, elektronika (od 1998)
- Daniel Pugsley – gitara basowa (od 1998)
- Mikey Demus – gitara, dodatkowy śpiew (od 2002)
- Arya Goggin – perkusja (od 2002)

Byli członkowie
- Jeff Rose – gitara (1998–2002)
- Martyn Ford – perkusja (1998–2002)

## Dyskografia
| Babylon                     | - Data: 14 sierpnia 2004 - Wydawca: Bieler Bros.     | –   | 189 | 5  | –  |                  |
| Roots Rock Riot             | - Data: 23 października 2007 - Wydawca: Bieler Bros. | –   | –   | 6  | –  | - USA: 32 tys.+  |
| Shark Bites and Dog Fights  | - Data: 1 września 2009 - Wydawca: Bieler Bros.      | 146 | –   | 21 | –  | - USA: 6,0 tys.+ |
| Union Black                 | - Data: 25 kwietnia 2011 - Wydawca: BMG              | 54  | –   | –  | –  |                  |
| Kill the Power              | - Data: 27 stycznia 2014 - Wydawca: BMG              | 28  | –   | 17 | 90 | - USA: 1,6 tys.+ |
| Volume                      | - Data: 30 października 2015 - Wydawca: Napalm       | 29  | –   | 18 | –  |                  |
| Big Tings                   | - Data: 27 kwietnia 2018 - Wydawca: Napalm           | 26  | –   | –  | –  |                  |
| „–” album nie był notowany. |                                                      |     |     |    |    |                  |

## Nagrody i wyróżnienia
| Rok  | Kategoria      | Tytułem  | Nagroda                         | Nota      | Źródło |
| ---- | -------------- | -------- | ------------------------------- | --------- | ------ |
| 2010 | Best Live Band | Skindred | Metal Hammer Golden Gods Awards | Nominacja | [ 14 ] |
| 2010 | Best UK Band   | Skindred | Metal Hammer Golden Gods Awards | Nominacja | [ 14 ] |
| 2011 | Devotion Award | Skindred | Kerrang! Awards                 | Laur      | [ 15 ] |
| 2011 | Best UK Band   | Skindred | Metal Hammer Golden Gods Awards | Nominacja | [ 16 ] |
| 2011 | Best Live Band | Skindred | Metal Hammer Golden Gods Awards | Laur      | [ 17 ] |